# Chola's

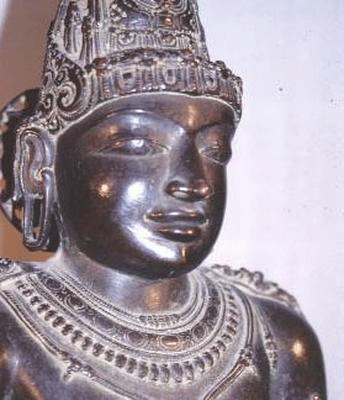
Standbeeld van koning Rajaraja Chola I in de Brihadiswara-tempel in Tamil Nadu

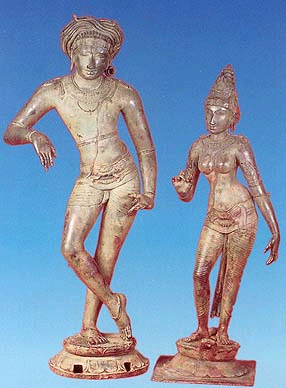
Bronzen beelden van Shiva en Parvati, circa 1100

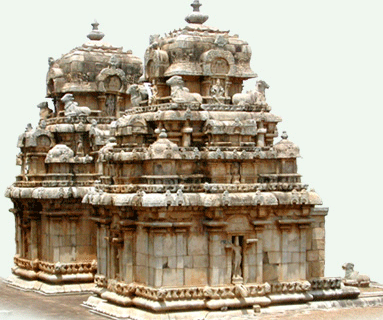
Muvar Kovil-tempel, Tamil Nadu, circa 970

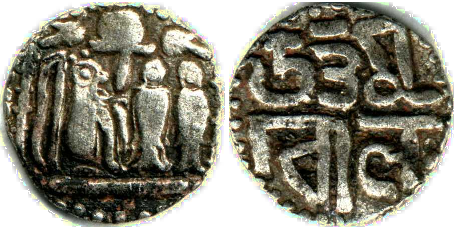
Zilveren munt van koning Uttama Chola, circa 970-985

De Chola's (Tamil: சோழர் குலம், IPA: 'ʧoːɻə) waren een Tamil-dynastie uit Zuid-India van de 2e tot de 13e eeuw. Het Cholarijk kende zijn grootste omvang van de 10e tot de 12e eeuw. De Chola's regeerden in die periode over grote delen van Zuid-India en Zuidoost-Azië.
Onder de koningen Rajaraja Chola I en diens zoon Rajendra Chola werd het Cholarijk een militaire, culturele en economische macht in Zuid-Azië. In die tijd strekte het rijk zich uit van de Maldiven in het zuiden tot de oevers van de rivier de Godavari in het noorden. Rajaraja Chola I veroverde het grootste gedeelte van Zuid-India, delen van Sri Lanka en de Maldiven. Rajendra Chola stuurde een expeditie naar Noord-India die tot de Ganga kwam en de Pala-koning van Pataliputra, Mahipala, versloeg. Hij veroverde ook grote gebieden in de Indonesische Archipel. De macht van de Chola's nam af met de opkomst van de Pandya's en Hoysala in de 12e eeuw, om aan het einde van de 13e eeuw uiteindelijk te verdwijnen.
De Chola's hebben een aantal van de bekendste klassieke werken in Dravidische architectuur en Tamil-literatuur nagelaten. Tempels werden niet alleen als religieuze maar ook economische centra gebouwd. De Chola's hadden een sterk gecentraliseerde staat en een gedisciplineerde bureaucratie.

## Geschiedenis
De geschiedenis van de Chola's kan verdeeld worden in vier perioden: 
- de Vroege Chola's uit de Sangam-literatuur
- een interregnum
- de middenperiode vanaf de regering van Vijayalaya Chola (vanaf 848)
- de dynastie van de Chalukya Chola's, vanaf het bewind van Kulothunga Chola I die in 1070 de troon besteeg.

### Vroege Chola's
De eerste Chola-koningen waarvan we het bestaan kennen worden genoemd in de Sangam-literatuur, die uit eerste eeuwen na Christus dateert. De Sangamliteratuur staat vol namen van koningen en prinsen en de dichters die hen beschreven, maar de interne chronologie in deze literatuur is niet duidelijk, zodat een goede geschiedenis van deze periode lastig op te stellen is. Desondanks komt er veel informatie over het leven en de beschaving van de Vroege Chola's uit naar voren.
De Sangam-literatuur bevat ook legendes over mythische Chola-koningen, die afstamden van de zon. In deze mythen komt de Chola-koning Kantaman voor, een tijdgenoot van de filosoof Agastya, door wiens devotie de rivier Kaveri geschapen werd. Van de koningen die echt hebben bestaan komen vooral Karikala Chola en Kocengannan naar voren. De onderlinge relatie tussen deze twee koningen en met andere prinsen is onduidelijk. De enige houvast waarmee we deze koningen in een tijdsspanne kunnen plaatsen komt van correlatie met de Sri Lankaanse Mahavamsa. Gajabahu I, die een tijdgenoot van de Chera Senguttuvan wordt genoemd, moet in de 2e eeuw geregeerd hebben, daarom moeten de teksten over Senguttuvan en diens tijdgenoten ook uit deze periode komen.

### Interregnum
Er zijn weinig bronnen over de tussenperiode van ongeveer drie eeuwen vanaf het einde van de Sangam-tijd (rond 300 n. Chr.) tot de tijd waarin de Pandya's en Pallava's het land van de Tamils beheersten. Een dynastie waar weinig over bekend is, de Kalabhra's, vielen het gebied binnen in deze tussentijd. In de 6e eeuw werden deze weer verdreven door de Pallava's en de Pandya's. Van wat er in al die tijd met de Chola's gebeurde is weinig bekend tot de troonsbestijging van Vijayalaya in de 9e eeuw.
Door middel van epigrafie en literatuurstudie kan desondanks de verandering die tijdens de tussenperiode plaatsvond worden bestudeerd. In de tijd dat de macht van de Chola's op het dieptepunt was en die van de Pandya's (in het noorden) en Pallava's (in het zuiden) een hoogtepunt bereikte, konden de Chola's als vazallen van de andere twee beschouwd worden. Hoewel de Pallava's en Pandya's de Chola's verder met rust lieten trouwden ze soms, waarschijnlijk vanwege de reputatie van de naam Chola, met Chola-prinsessen en soms namen ze Chola-prinsen in dienst als legeraanvoerders. De Chinese reiziger Xuanzang die in de jaren 639-640 een aantal maanden in Kanchipuram doorbracht schrijft over het koninkrijk Culi-ya. Verschillende inscripties van de Pallava's, Pandya's en Chalukya's uit deze periode gaan over de onderwerping van de Chola's. Ondanks de afhankelijkheid van de andere rijken lijkt het onwaarschijnlijk dat de Chola's hun macht in het gebied rondom Urayur compleet verloren. Toen Vijayanagar zorgde voor de wederopstanding van het Chola-rijk, deed hij dit namelijk vanuit dit gebied.
Rond de 7e eeuw lag veel verder naar het noorden een Chola-rijk in het tegenwoordige Andhra Pradesh. Deze Renandu-Chola's beweerden afstammelingen te zijn van de Vroege Chola's uit de Sangam-literatuur. Hier is echter geen bewijs voor. Het is mogelijk dat een groep Chola's noordwaarts migreerden tijdens de Pallava-hegemonie in het zuiden, waarna ze een eigen rijk stichten buiten de invloed van de Pallava's.

### Middenrijk
Hoewel er dus weinig betrouwbare informatie is over de Chola's in de tussentijd zijn er voor de periode daarna genoeg bronnen. Een groot aantal inscripties in steen van zowel de Chola's zelf als hun vijanden, de Pandya's en Chalukya's, samen met teksten op koperen munten maken dat over deze periode veel meer duidelijkheid bestaat.

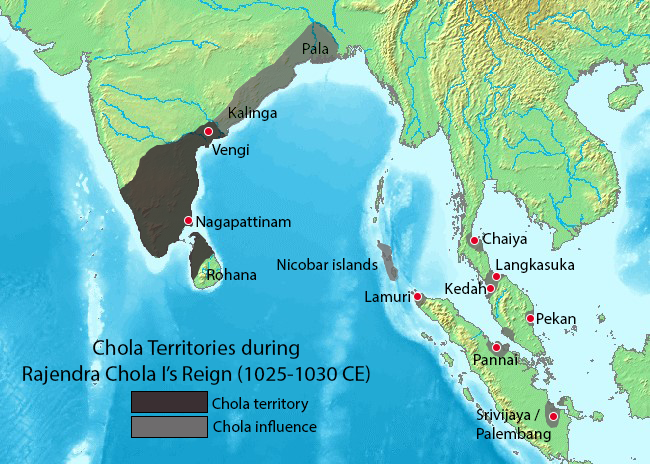
Chola-rijk tijdens de regering van Rajendra Chola I, rond 1030.

Rond 850 vond de Slag bij Sripurambayam plaats tussen de Pallava-bondgenoot Ganga Pritvipati en de Pandya-koning Varaguna. De Chola-koning Vijayalaya maakte van de verzwakking aan beide kanten gebruik om Thanjavur op de Pandya's te veroveren en het Cholarijk weer op de kaart te zetten. Dit vormde de basis van een sterk rijk dat onder koningen als Rajaraja Chola I en Rajendra Chola I zou groeien tot een omvang die veel groter was dan enig ander Tamilrijk ooit zou krijgen. Rajendra Chola I maakte de verovering van Sri Lanka compleet en nam de Singalese koning Mahinda V gevangen. Alle koninkrijken langs de oostkust van India tot aan de monding van de Ganga waren onderworpen aan het gezag van de Chola's. De vloot van de Chola's viel het tegenwoordige Maleisië en Indonesië binnen en veroverde het rijk Srivijaya. De melding van de complete verovering van Srivijanta wordt door sommige geleerden echter in twijfel getrokken.
De Chola's hadden echter continu te maken met opstanden van de Singalese bevolking in Sri Lanka en de Pandya's in Zuid-India en de groeiende macht van de Chalukya's in het westen van de Deccan. Tussen de Chalukya's en de Chola's heerste een machtsevenwicht en de afgesproken grens was de rivier de Tungabhadra, maar de Chalukya's probeerden ondertussen te voorkomen dat de Chola's hun invloed over de Oostelijke Chalukya's rond Vengi vergrootten.

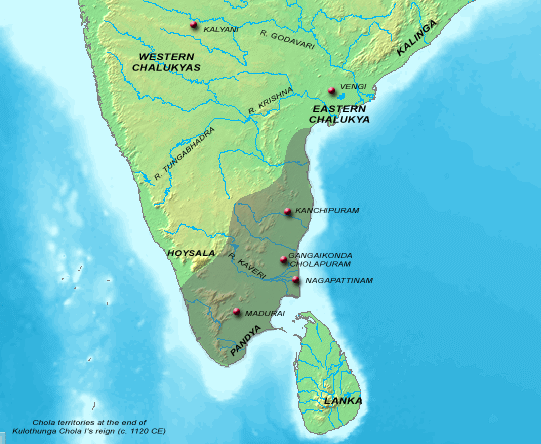
Het Chola-rijk onder Kulothunga Chola I, rond 1120.

### Chalukya Chola's
Door huwelijken en bondgenootschappen lukte het de Chola's een nauwe band met de Oostelijke Chalukya's te krijgen. Toen in 1070 de Chola-koning Athirajandra Chola werd vermoord, viel het koningschap toe aan de Chalukya-prins Kulothunga Chola I, de nauwste verwant van de koning. Dit was het begin van de Chalukya Chola-dynastie.
De Chalukya Chola-dynastie bevatte een aantal capabele koningen als Kulothunga Chola I en Vikrama Chola, maar desondanks slonk de macht van het rijk gestaag. De Chola's verloren de macht over Sri Lanka aan de Singalezen en rond 1118 de macht over Vengi aan de Westelijke Chalukya-koning Vikramaditya VI. Gangavadi (het zuiden van Mysore) werd verloren aan de Hoysala-koning Vishnuverdhana, een vazal van de Chalukya's. De aan de Chola's ondergeschikte Pandya's kwamen in opstand en wisten zich steeds meer te onttrekken aan de invloedssfeer van de Chola's. Tijdens de laatste eeuw van het Chola-rijk was er permanent een Hoysala-leger in Kanchipuram gelegerd, om de stad tegen de Pandya's te beschermen.
Aan het einde van de 12e eeuw hadden de Hoysala's de Chalukya's ten noorden en westen van het Cholarijk vervangen als belangrijkste macht. De macht van de Chola's nam echter gestaag af. Dit gebeurde in een dergelijke mate dat een lokale vazal, de Kadava-leider Kopperunchinga I, de Chola-koning Rajendra Chola III tijdelijk gevangenhield. Inmiddels waren de Hoysala's in het westen en vooral de Pandya's in het zuiden de Chola's volledig gaan overschaduwen. De laatste inscriptie van Rajendra Chola III dateert van 1279 en er zijn geen tekenen dat een andere Chola-prins daarna de titel van koning aannam. Desondanks zouden veel lokale heersers tot in de 15e eeuw de naam Chola blijven dragen.